# نادي غويزهو رينهي
نادي غويزهو رينهي هو نادي كرة قدم صيني محترف مقره في غوييانغ، غويزهو. ونتمي الفريق حاليا إلى دوري السوبر الصيني.
يلعب مبارياته البيتية في مركز غوييانغ الرياضي الأولمبي ويسع 52,000 متفرج.

## وصلات خارجية
- الموقع الرسمي ()
- احصائيات على Sohu ()
- احصائيات على Sina ()